# Eulenmond
Eulenmond ist ein 2003 beim Thienemann-Verlag erschienener Roman von Hilde Kähler-Timm. Er ähnelt dem Buch Woman on the American Frontier von William Worthington Fowler. Da Hilde Kähler-Timm über die Hauptfigur dieses Buches, ein Mädchen namens Janette, nicht so viel wusste, schrieb sie einen eigenen Roman über ein Mädchen namens Josie.

## Inhalt
Josie, ihr Vater und ihre beiden Brüder Harry und John fahren mit einem Planwagen in den Westen und wollen sich dort einen neuen Hof aufbauen. Sie verlassen den Siedlertreck und machen in einem einsamen Tal Rast. Bald gehen die männlichen Familienmitglieder auf die Jagd und kommen nicht mehr zurück. Sie lassen die mutterlose Josie mit ihrem Hund alleine im Tal zurück. Zuerst will das Mädchen sterben, doch dann fasst sie doch Mut. Dauernd hört sie die Stimme ihres Vaters: „Du schaffst das schon, mein Mädchen!“. Als der Winter kommt, sind die Männer noch immer nicht von der Jagd zurück. Josie muss sich eine Holzhütte bauen, damit sie den Winter überleben kann. Zur gleichen Zeit sucht eine Indianerfamilie Zuflucht. Sie entdecken Josie, doch sie fürchten sich vor ihr.
Als der Winter vor bei ist, dringt Schmelzwasser in Josies Hütte. Nichts bleibt mehr trocken. Josie geht in ihren kaputten Planwagen und ruht sich dort aus. Doch bald wird Josie krank. Sie leidet an hohem Fieber. Aber zum Glück findet die Indianerfamilie die Kranke und pflegt sie gesund. Als Josie wieder gesund ist, bringen die Indianer das Mädchen zurück zum Fort Walla Walla, wo Josie Bekannte hat.